# Rempart gallo-romain de Saintes
Le rempart gallo-romain de Saintes est bâti pendant le Bas-Empire romain, à Saintes, en France. Les ruines ont été classées au titre des monuments historiques en 1977.

## Historique
Le bâtiment est classé au titre des monuments historiques par arrêté du 1er septembre 1977.